# (14584) Lawson
(14584) Lawson (1998 RH63) – planetoida z pasa głównego asteroid okrążająca Słońce w ciągu 3,28 lat w średniej odległości 2,21 j.a. Odkryta 14 września 1998 roku.